# Tính bền vững của chuỗi cung ứng
Xem thêm Thu mua bền vững.
Tính bền vững của chuỗi cung ứng là một vấn đề kinh doanh ảnh hưởng đến chuỗi cung ứng hoặc mạng lưới hậu cần của tổ chức về mặt môi trường, rủi ro và chi phí lãng phí.  Nhu cầu tích hợp các lựa chọn hợp lý về môi trường vào quản lý chuỗi cung ứng ngày càng tăng.  Tính bền vững trong chuỗi cung ứng ngày càng được các nhà quản trị cấp cao coi là cần thiết để mang lại lợi nhuận và đã thay thế chi phí tiền tệ, giá trị và tốc độ là chủ đề thảo luận giữa các chuyên gia mua và cung ứng.  Một chuỗi cung ứng bền vững nắm bắt các cơ hội tạo ra giá trị và mang lại lợi thế cạnh tranh đáng kể cho những người chấp nhận sớm và đổi mới quy trình.

## Nền tảng
Chuỗi cung ứng là các liên kết quan trọng kết nối đầu vào của tổ chức với đầu ra của tổ chức.  Những thách thức truyền thống đã bao gồm giảm chi phí, đảm bảo giao hàng kịp thời và thu hẹp thời gian vận chuyển để cho phép phản ứng tốt hơn với những thách thức kinh doanh.  Tuy nhiên, chi phí môi trường ngày càng tăng của các mạng lưới này và áp lực tiêu dùng ngày càng tăng đối với các sản phẩm thân thiện với môi trường đã khiến nhiều tổ chức xem tính bền vững của chuỗi cung ứng là một biện pháp mới trong quản lý hậu cần có lợi.  Sự thay đổi này được phản ánh bởi một sự hiểu biết rằng chuỗi cung ứng bền vững thường có nghĩa là chuỗi cung ứng có lợi nhuận.
Nhiều công ty bị giới hạn trong việc đo lường tính bền vững của hoạt động kinh doanh của chính họ và không thể mở rộng đánh giá này cho các nhà cung cấp và khách hàng của họ.  Điều này khiến việc xác định chi phí môi trường thực sự của họ rất khó khăn và giảm khả năng loại bỏ chất thải khỏi chuỗi cung ứng.  Tuy nhiên, nhiều tiến bộ đã được thực hiện trong việc xác định tính bền vững của chuỗi cung ứng và các công cụ đo điểm chuẩn hiện có sẵn cho phép các kế hoạch hành động bền vững được phát triển và triển khai.
Một trong những yêu cầu chính của chuỗi cung ứng bền vững thành công là sự hợp tác.  Thực tiễn hợp tác - chẳng hạn như chia sẻ phân phối để giảm chất thải bằng cách đảm bảo rằng các xe nửa trống không được gửi đi và việc giao hàng đến cùng một địa chỉ trên cùng một xe tải - không phổ biến vì nhiều công ty sợ mất kiểm soát thương mại làm việc với những người khác.  Đầu tư vào các phương thức vận chuyển thay thế - như sử dụng kênh rạch và khí cầu - có thể đóng một vai trò quan trọng trong việc giúp các công ty giảm chi phí và tác động môi trường của việc giao hàng.  Các nền tảng hợp tác đang nổi lên vì sợ mất kiểm soát thương mại và lợi thế cạnh tranh bằng cách hợp tác chặt chẽ với các công ty khác.

## Ba tầng bền vững
Năm 2008, Phòng thí nghiệm Tương lai đã tạo ra một hệ thống xếp hạng cho các mức độ bền vững khác nhau mà tổ chức đạt được.  Điều này được gọi là Ba tầng bền vững:

### Bậc 1: Có các quyền cơ bản
Đây là cấp độ cơ sở và là giai đoạn mà phần lớn các tổ chức đang ở.  Các công ty sử dụng các biện pháp đơn giản như tắt đèn và PC khi không hoạt động, tái chế giấy và sử dụng các hình thức du lịch xanh hơn với mục đích giảm lượng khí thải carbon hàng ngày.  Một số công ty cũng sử dụng các công nghệ tự phục vụ như thu mua tập trung và hội nghị truyền hình.

### Bậc 2: Học cách suy nghĩ bền vững
Đây là cấp độ thứ hai, nơi các công ty bắt đầu nhận ra sự cần thiết phải đưa tính bền vững vào hoạt động của chuỗi cung ứng.  Các công ty có xu hướng đạt được mức này khi họ đánh giá tác động của họ trên một phạm vi hoạt động địa phương.  Về mặt chuỗi cung ứng, điều này có thể liên quan đến quản lý nhà cung cấp, thiết kế sản phẩm, hợp lý hóa sản xuất và tối ưu hóa phân phối.

### Bậc 3: Khoa học về sự bền vững
Tầng thứ ba của tính bền vững của chuỗi cung ứng sử dụng kiểm toán và điểm chuẩn để cung cấp một khung quản lý các hoạt động của chuỗi cung ứng bền vững.  Điều này mang lại sự rõ ràng xung quanh tác động môi trường của các điều chỉnh đối với sự linh hoạt của chuỗi cung ứng, tính linh hoạt và chi phí trong mạng lưới chuỗi cung ứng.  Tiến tới cấp độ này có nghĩa là được thúc đẩy bởi khí hậu hiện tại (trong đó các công ty nhận thấy tiết kiệm chi phí thông qua các hoạt động xanh là có ý nghĩa) cũng như đẩy các quy định và tiêu chuẩn mới nổi ở cả cấp độ công nghiệp và chính phủ.

### Ứng dụng bền vững
Các công ty đang tìm cách thực hiện các chiến lược bền vững trong chuỗi cung ứng của mình cũng nên tìm kiếm ngược dòng.  Để giải thích, nếu một công ty có thể lựa chọn giữa các nhà cung cấp khác nhau, ví dụ, công ty có thể sử dụng sức mua của mình để khiến các nhà cung cấp tuân thủ các tiêu chuẩn chuỗi cung ứng xanh của mình.  Trong việc quản lý nhà cung cấp, các công ty phải đo lường rằng đầu vào từ các nhà cung cấp có chất lượng cao, và việc sử dụng nước và năng lượng được giảm thiểu dẫn đến ít ô nhiễm, khiếm khuyết và sản xuất quá mức.  Họ cũng phải kiểm toán cơ sở nhà cung cấp của mình và đảm bảo rằng họ đang cải thiện các số liệu của chuỗi cung ứng 

## Phần mềm
Khi tính bền vững của chuỗi cung ứng trở thành một vấn đề kinh doanh quan trọng hơn, nhu cầu về dữ liệu đáng tin cậy và mạnh mẽ từ các nhà cung cấp tăng lên.    Trong khi một số hệ thống kinh doanh hiện tại có thể thu thập một số dữ liệu bền vững,    hầu hết các doanh nghiệp lớn sẽ tìm đến các nhà cung cấp phần mềm chuyên dụng để có chức năng bền vững cụ thể hơn. 